# Vieille rue Jinli
La vieille rue Jinli (chinois : 锦里古街 ; pinyin : jǐnlǐ gǔjiē ; litt. « vieille rue du village de brocart »), souvent abrégé en Jinli, est un quartier conservant le style des vieux quartiers de Chengdu, capitale du Sichuan, dans le style de la dynastie Qing, où l'on peut trouver de nombreux commerces et restaurants.
Le théâtre Jinli (锦里戏台, jǐnlǐ xìtái), classé aux monuments historiques chinois, y donne notamment des représentations d'ombres chinoises traditionnelles.

## Galerie d'images

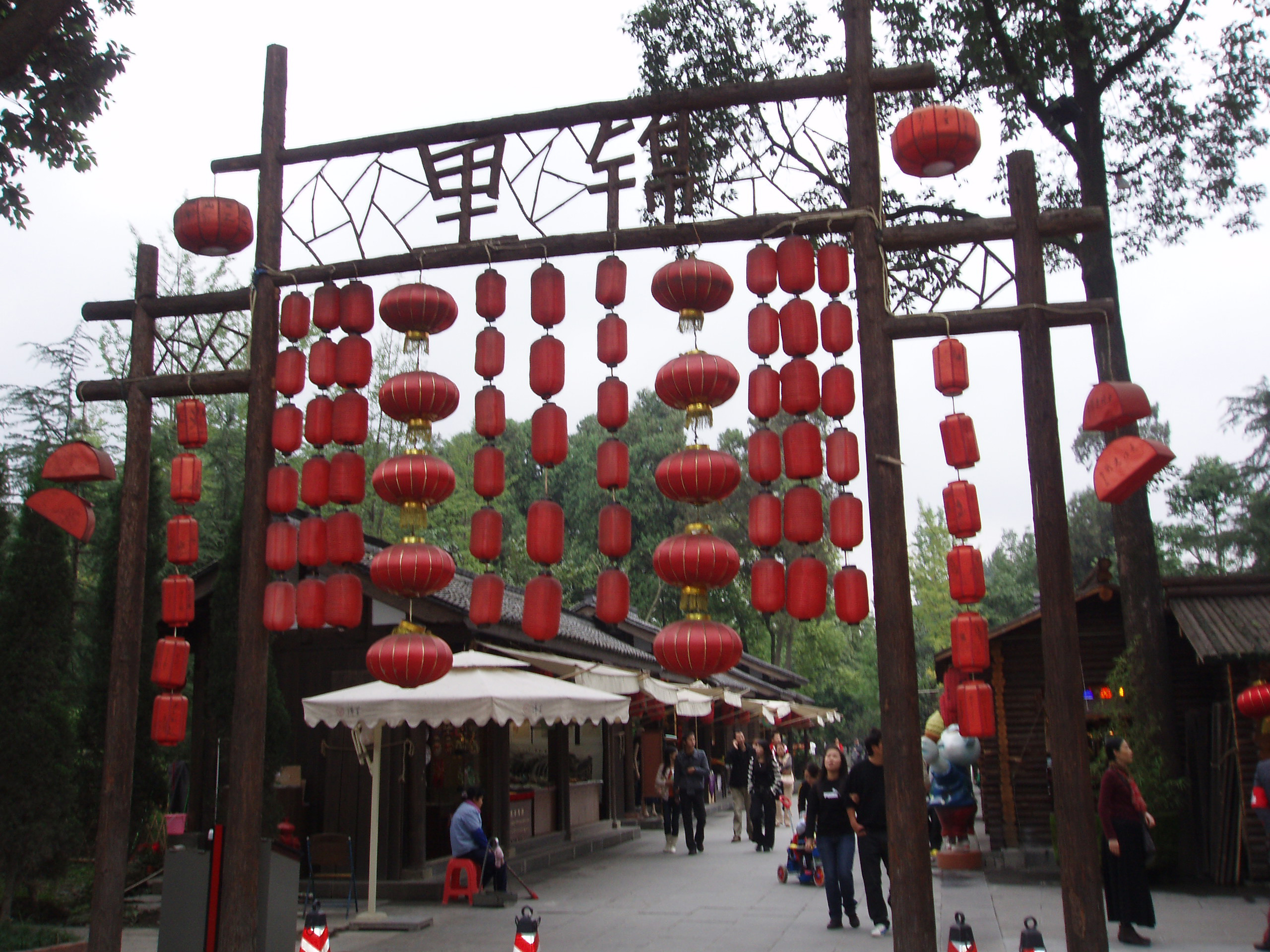
Une entrée de la rue
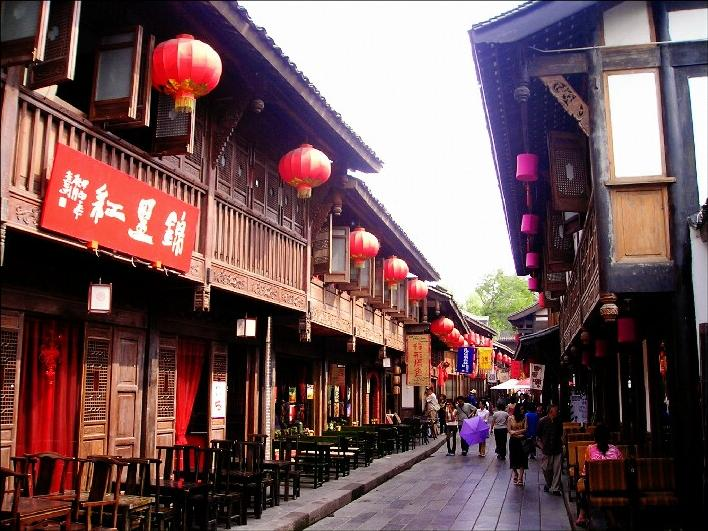
Les terrasses des restaurants et salons de thé
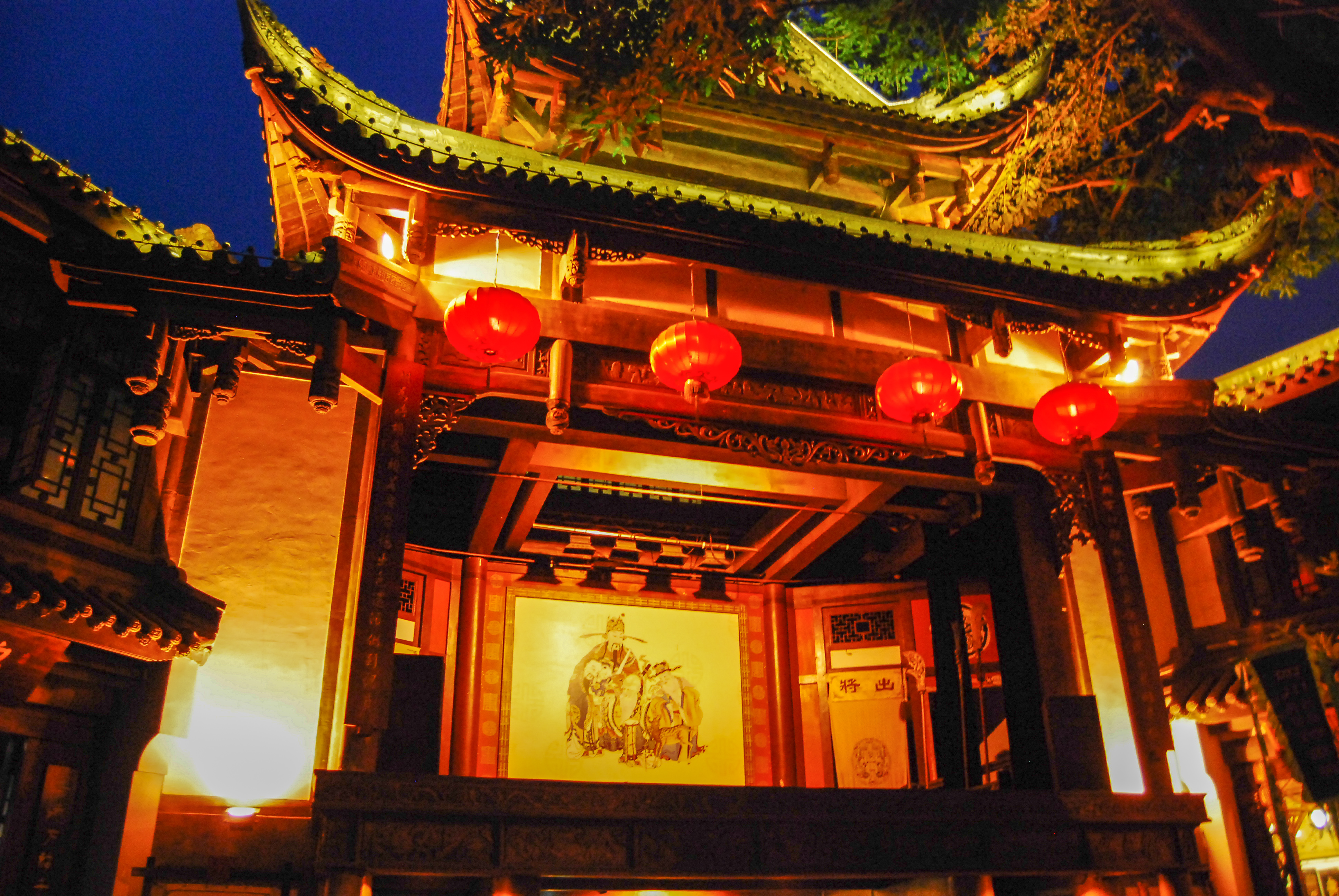
Théâtre de la rue (monument classé)
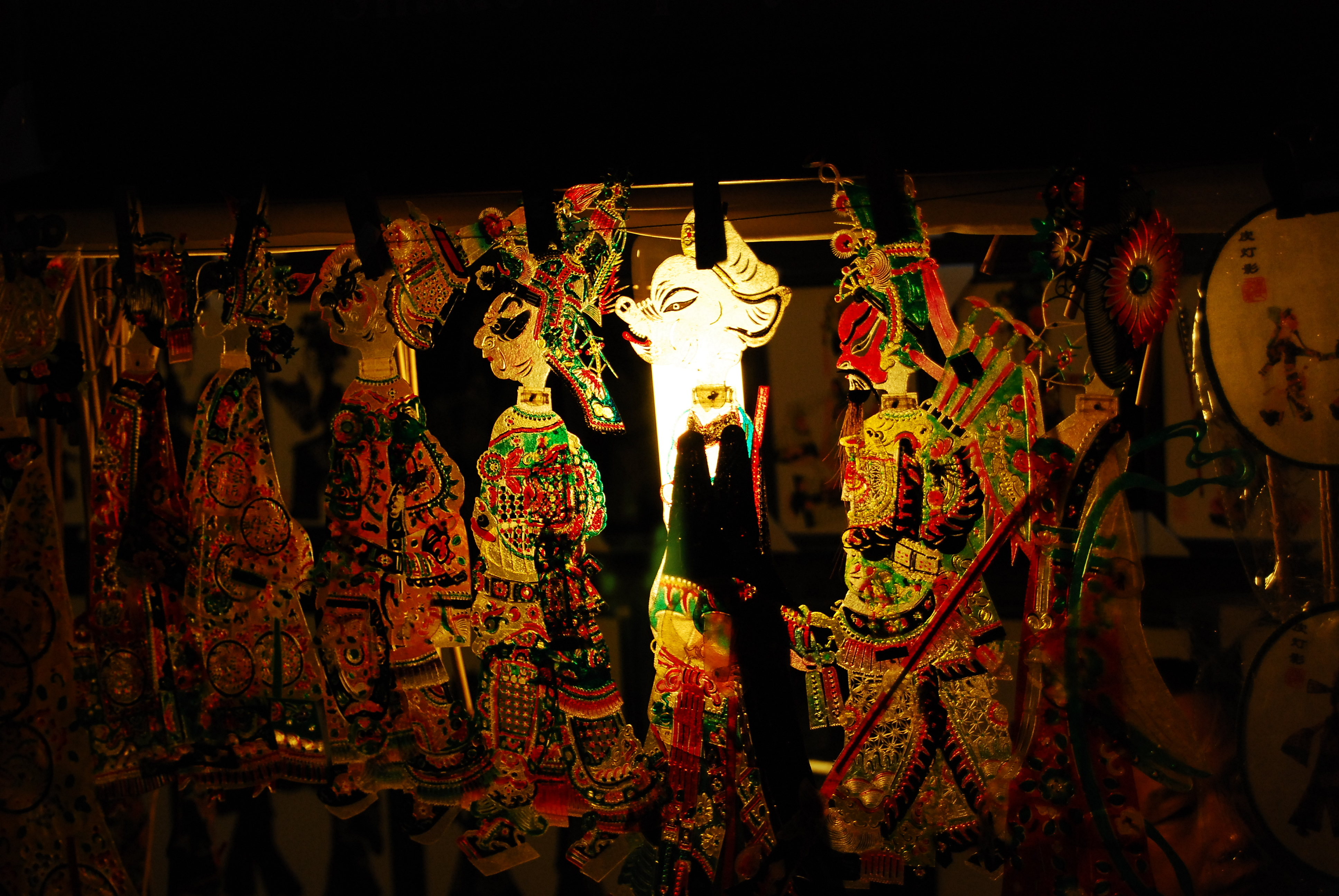
Marionnettes pour ombres chinoises